# G Herbo

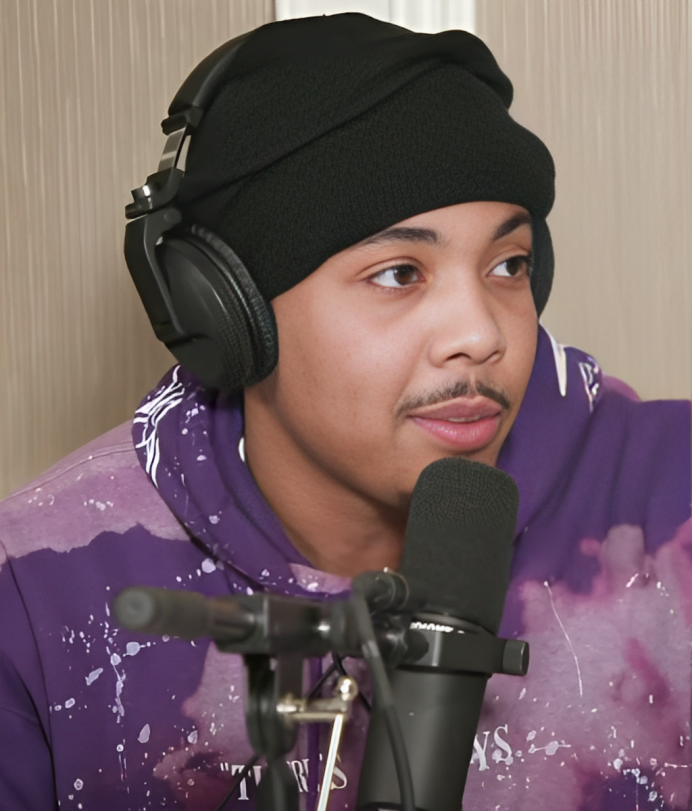
G Herbo, 2021

G Herbo (* 8. Oktober 1995 in Chicago; wirklicher Name Herbert Randall Wright), auch bekannt als Lil Herb, ist ein US-amerikanischer Drill-Rapper.

## Biografie
Herbert Wright stammt aus einem Problemviertel im Süden Chicagos und versuchte mit Rapmusik der herrschenden Ganggewalt zu entgehen. 2013 machte er als Lil Herb auf dem Mixtape Free Crack von Lil Bibby erstmals auf sich aufmerksam. Sein erstes eigenes Mixtape im Jahr darauf Welcome to Fazoland widmete er seinem getöteten Freund Fazo. Es folgten weitere Mixtapes und Zusammenarbeiten mit bekannten Rappern wie Common und Earl Sweatshirt. Danach strich er das „Kleiner“ (lil = little) aus seinem Namen, nannte sich in G Herbo um und unterschrieb einen Plattenvertrag mit der Cinematic Music Group von Joey Badass. 2015 erschien dort das Mixtape Ballin’ like I’m Kobe. 2016 wurde er vom XXL Magazin in die jährliche Newcomer-Liste aufgenommen.
Weitere Veröffentlichungen folgten, darunter zwei EPs zur Vorbereitung seines Debütalbums. Humble Beast wurde im September 2017 veröffentlicht und schaffte es auf Anhieb auf Platz 21 der US-Albumcharts. Mitgewirkt hatten unter anderem Lil Bibby, Lil Uzi Vert, und Lil Yachty. Weitere prominente Unterstützer wie Young Thug und 21 Savage bekam er durch seine Zusammenarbeit mit dem Produzenten Southside bei seinem nächsten Album Swervo, das weniger als ein Jahr später erschien und das Debütalbum in den Charts noch einmal übertraf. Das Album Still Swervin’ konnte ein weiteres Jahr später aber den Erfolg nicht bestätigen und verpasste die Top 40.
Einen großen Schritt vorwärts machte G Herbo 2020 mit dem Album PTSD. Der Titelsong mit dem zwischenzeitlich verstorbenen Rapper Juice Wrld wurde sein erster Hit in den Singlecharts und wurde mit Gold ausgezeichnet. Das Album schaffte es in die Top 10 der offiziellen und auf Platz 4 der R&B/Hip-Hop-Charts.

## Diskografie

### Alben
| Jahr | Titel                      | Höchstplatzierung, Gesamtwochen, AuszeichnungChartplatzierungen (Jahr, Titel, Platzierungen, Wochen, Auszeichnungen, Anmerkungen) | Höchstplatzierung, Gesamtwochen, AuszeichnungChartplatzierungen (Jahr, Titel, Platzierungen, Wochen, Auszeichnungen, Anmerkungen) | Anmerkungen                                     |
| Jahr | Titel                      | US | R&B | Anmerkungen                                     |
| ---- | -------------------------- | --- | --- | ----------------------------------------------- |
| 2017 | Humble Beast               | US21 (6 Wo.)US | R&B14 (2 Wo.)R&B | Erstveröffentlichung: 22. September 2017        |
| 2018 | Swervo                     | US15 (5 Wo.)US | R&B8 (2 Wo.)R&B | Erstveröffentlichung: 27. Juli 2018             |
| 2019 | Still Swervin’             | US41 (2 Wo.)US | R&B24 (1 Wo.)R&B | Erstveröffentlichung: 1. Februar 2019           |
| 2019 | Sessions                   | US100 (1 Wo.)US | — | Erstveröffentlichung: 27. Dezember 2019 Mixtape |
| 2020 | PTSD                       | US7 Gold · (31 Wo.)US | R&B4 (12 Wo.)R&B | Erstveröffentlichung: 28. Februar 2020          |
| 2021 | 25                         | US5 (9 Wo.)US | R&B3 (4 Wo.)R&B | Erstveröffentlichung: 2. Juli 2021              |
| 2022 | Survivor’s Remorse: A Side | US9 (3 Wo.)US | R&B4 (2 Wo.)R&B | Erstveröffentlichung: 10. Oktober 2022          |
| 2023 | Strictly 4 My Fans II      | US124 (1 Wo.)US | — | Erstveröffentlichung: 21. April 2023            |
| 2024 | Big Swerv                  | US126 (1 Wo.)US | R&B46 (… Wo.)R&B | Erstveröffentlichung: 6. September 2024         |

Weitere Alben
- Welcome to Fazoland (Mixtape, 2014)
- Pistol P Project (Mixtape, 2014)
- Ballin’ like I’m Kobe (Mixtape, 2015)
- Strictly 4 My Fans (Mixtape, 2016)
- Welcome to Fazoland 1.5 (EP, 2017)
- Strictly 4 My Fans 2: Road to Humble Beast (EP, 2017)
- Greatest Rapper Alive (2025)

### Singles
| Jahr | Titel Album                           | Höchstplatzierung, Gesamtwochen, AuszeichnungChartplatzierungen (Jahr, Titel, Album, Platzierungen, Wochen, Auszeichnungen, Anmerkungen) | Höchstplatzierung, Gesamtwochen, AuszeichnungChartplatzierungen (Jahr, Titel, Album, Platzierungen, Wochen, Auszeichnungen, Anmerkungen) | Anmerkungen                                                                         |
| Jahr | Titel Album                           | US | R&B | Anmerkungen                                                                         |
| --- | ------------------------------------- | --- | --- | ----------------------------------------------------------------------------------- |
| 2020 | Statement 25                          | — | R&B48 (1 Wo.)R&B | Erstveröffentlichung: 18. Dezember 2022                                             |
| Folgende Lieder erschienen nicht als Single, wurden aber durch das Album zum Download und Streaming bereitgestellt und konnten somit eine Platzierung erlangen: |                                       | | |                                                                                     |
| |                                       | | |                                                                                     |
| 2020 | PTSD                                  | US38 Platin · (5 Wo.)US | R&B19 (6 Wo.)R&B | Charteinstieg: 14. März 2020 featuring Chance the Rapper, Juice Wrld & Lil Uzi Vert |
| 2021 | Cry No More 25                        | US81 (1 Wo.)US | R&B29 (1 Wo.)R&B | Charteinstieg: 17. Juli 2021 featuring Polo G & Lil Tjay                            |
| 2021 | I Don’t Wanna Die 25                  | — | R&B39 (1 Wo.)R&B | Charteinstieg: 17. Juli 2021                                                        |
| 2021 | T.O.P. 25                             | — | R&B41 (1 Wo.)R&B | Charteinstieg: 17. Juli 2021 featuring 21 Savage                                    |
| 2022 | Flashbacks Survivor’s Remorse: A Side | — | R&B50 (1 Wo.)R&B | Charteinstieg: 22. Oktober 2022 featuring Jeremih                                   |
| 2025 | Went Legit Greatest Rapper Alive      | US81 Gold · (… Wo.)US | R&B20 (… Wo.)R&B | Charteinstieg: 5. Juli 2025                                                         |

Weitere Lieder
- Lord Knows (featuring Joey Badass, 2015)
- Get 2 Bussin’ (featuring Lil Bibby, 2015)
- Take Me Away (2016)
- Red Snow (2017)
- Retro Flow (2017)
- Back on Tour (2017)
- Yeah I Know (2017)
- I Like (2017)
- Legend (2017)
- Everything (featuring Lil Uzi Vert, 2017)
- Story Telling (Bless the Booth) (2017)
- Who Run It (Remixe mit Lil Uzi Vert/Southside, 2018)
- Swervo (mit Southside, 2018)

### Gastbeiträge
| Jahr | Titel Album                         | Höchstplatzierung, Gesamtwochen, AuszeichnungChartplatzierungen (Jahr, Titel, Album, Platzierungen, Wochen, Auszeichnungen, Anmerkungen) | Höchstplatzierung, Gesamtwochen, AuszeichnungChartplatzierungen (Jahr, Titel, Album, Platzierungen, Wochen, Auszeichnungen, Anmerkungen) | Anmerkungen                                                                              |
| Jahr | Titel Album                         | US | R&B | Anmerkungen                                                                              |
| --- | ----------------------------------- | --- | --- | ---------------------------------------------------------------------------------------- |
| 2021 | Who Want Smoke?? Who Is Nardo Wick? | US17 ×3Dreifachplatin · (20 Wo.)US | R&B5 (21 Wo.)R&B | Erstveröffentlichung: 8. Oktober 2021 Nardo Wick featuring Lil Durk, 21 Savage & G Herbo |
| Folgende Lieder erschienen nicht als Single, wurden aber durch das Album zum Download und Streaming bereitgestellt und konnten somit eine Platzierung erlangen: |                                     | | |                                                                                          |
| |                                     | | |                                                                                          |
| 2021 | Switch It Up Shiesty Season         | US— GoldUS | R&B44 (1 Wo.)R&B | Charteinstieg: 5. Juni 2021 Pooh Shiesty featuring G Herbo & No More Heroes              |
| 2021 | Go Part I Hall of Fame              | US86 (1 Wo.)US | R&B38 (1 Wo.)R&B | Charteinstieg: 26. Juni 2021 Polo G featuring G Herbo                                    |
| 2021 | 1 Scale Rich Slave                  | US— GoldUS | R&B45 (1 Wo.)R&B | Charteinstieg: 4. Dezember 2021 Young Dolph featuring G Herbo                            |
| 2022 | IDK That Bitch DS4Ever              | US59 (2 Wo.)US | R&B22 (2 Wo.)R&B | Charteinstieg: 22. Januar 2022 Gunna featuring G Herbo                                   |
| 2022 | Facetime What It Means to Be King   | US92 (1 Wo.)US | R&B33 (1 Wo.)R&B | Charteinstieg: 19. März 2022 King Von featuring G Herbo                                  |
| 2023 | Real Oppy Grandson                  | — | R&B49 (1 Wo.)R&B | Charteinstieg: 29. Juli 2023 King Von featuring G Herbo                                  |